# Averill Abraham Liebow
Averill Abraham Liebow (* 31. März 1911 in Stryj, Galizien; † Mai 1978 in La Jolla, San Diego, Kalifornien) war ein US-amerikanischer Pathologe.
Bereits als kleiner Junge wanderte er in die USA aus. Dort studierte er Medizin an der Yale University (New Haven (Connecticut)) und arbeitete vor allem auf dem Gebiet der Lungenpathologie. In Zusammenarbeit mit dem Pathologen Charles B. Carrington veröffentlichte er 1944 die erste histologische Klassifikation der idiopathischen interstitiellen Pneumonien. Im Zweiten Weltkrieg war er darüber hinaus Leutnant in der amerikanischen Armee (United States Army) und erforschte die Effekte der Atombombe in Hiroshima und Nagasaki. Er übersetzte den Hiroshima-Augenzeugenbericht von Johannes Siemes SJ ins Englische, wodurch er weit verbreitet wurde.